# Astragalus subuliformis
Astragalus subuliformis är en ärtväxtart som beskrevs av Dc. Astragalus subuliformis ingår i släktet vedlar, och familjen ärtväxter. Inga underarter finns listade i Catalogue of Life.